# بحران نفتی ایران

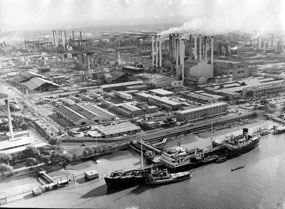
شرکت نفت ایران و انگلستان در آبادان

بحران نفتی ایران که در برخی منابع غربی بحران آبادان (به انگلیسی: Abadan Crisis) نامیده شده، به مجموعه‌ای از وقایع سیاسی-اقتصادی گفته می‌شود که در خلال سال‌های ۱۳۲۹ تا ۱۳۳۲ (۱۹۵۱ تا ۱۹۵۳ میلادی) در صنعت نفت ایران اتفاق افتاد. پس از تصویب قانون ملی شدن صنعت نفت و اخراج شرکای خارجی از آبادان، خرید نفت ایران مورد تحریم قرار گرفت.